# دولە سير (سقز)
قرية دولە سير (بالكردية: دۆڵەسیر) هي إحدى القرى التابعة لـتيله کو في ريف قسم زيويه من مقاطعة سقز، في محافظة كردستان الإيرانية.

## السكان
حسب إحصاءات سنة 2006، بلغ إجمالي السكان في دولە سير 81 نسمة وعدد المساكن 15 مسكن. لغة سكان دولە سير هي اللغة الكردية و هم من أهل السنة والجماعة والمذهب الشافعي.